# Zehntausend-US-Dollar-Banknote

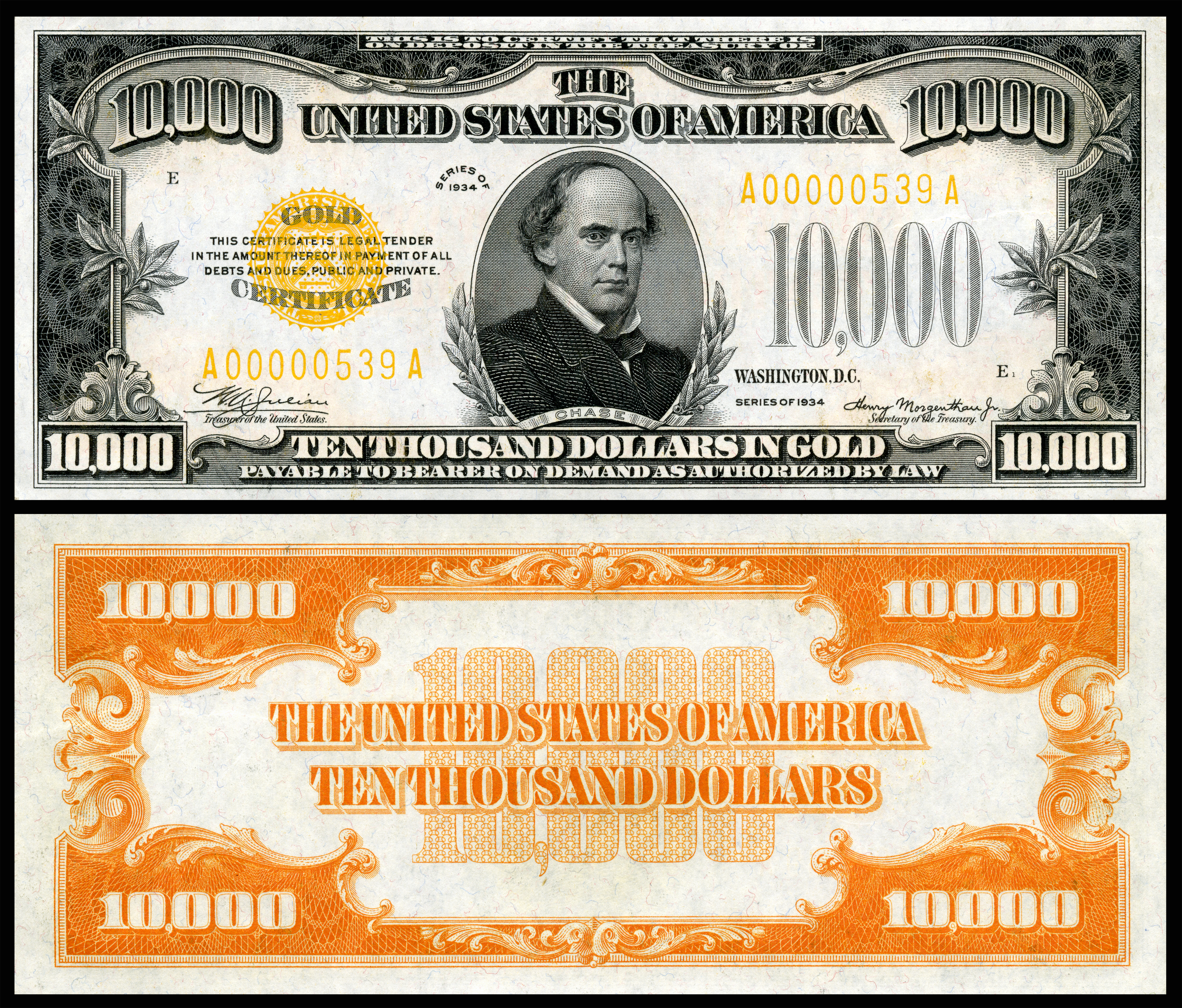
$10,000 Gold Certificate, Serie 1934

Die Zehntausend-US-Dollar-Banknote ist eine Stückelung der Währung der Vereinigten Staaten von Amerika, die Salmon P. Chase auf dem Avers zeigt. Diese seltenen Noten sind nach wie vor ein offizielles Zahlungsmittel, der Sammlerwert übersteigt jedoch den Nennwert um ein Vielfaches.

## Hintergrund
Die 10.000 US-Dollar-Banknoten wurden als Federal Reserve Note in mehreren, verschiedene Serien ausgegeben, aber die meisten wurden entweder eingelöst oder befinden sich in Museen. Der erste Druck erfolgte 1918 mit einem blauen Siegel. Die Rückseite zeigt Die Einschiffung der Pilger. Es gibt noch die Federal-Reserve-Noten von 1928 und 1934 mit grünem Siegel. Die US-Regierung druckte für diese beiden Jahre insgesamt 84.000 Scheine, davon 48.000 Stück der Serie 1928 und 36.000 Stück der Serien 1934, 1934A & 1934B. Heute sind jedoch nur noch insgesamt 336  bekannt existent; davon 328 der Serie 1934. Die meisten von ihnen waren einst Teil des Binion-Hortes. Der Binion-Hort bezieht sich auf die Münz- und Währungssammlung von Ted Binion. Ted Binion war ein wohlhabender Kasinobesitzer, der es liebte, seine gesammelten Dollarmünzen und Papierwährungen zur Schau zu stellen. In seinem Kasino in Las Vegas klebten einst einhundert 10.000-Dollar-Scheine an einer gesicherten Anzeigetafel.